# Dick Wolf
Richard Anthony Wolf (Nova Iorque, 20 de dezembro de 1946), comumente creditado como Dick Wolf, é um produtor americano premiado com um Emmy Award, especializado em séries criminais como Miami Vice e na Franquia Law & Order. Também é o fundador da Wolf Entertainment

## Créditos
- Skateboard (1978)
- Miami Vice (1984-1989)
- No Man's Land (1987)
- Masquerade (1988)
- Gideon Oliver (1989)
- Christine Cromwell (1989)
- Nasty Boys (1990)
- H.E.L.P. (1990)
- Law & Order (1990-2010)
- School Ties (1992)
- Mann & Machine (1992)
- The Human Factor (1992)
- South Beach (1993)
- New York Undercover (1994-1998)
- The Wright Verdicts (1995)
- Swift Justice (1996)
- Feds (1997)
- Players (1997-1998)
- Exiled: A Law & Order Movie (1998) (TV)
- Law & Order: Special Victims Unit (1999-presente)
- D.C. (2000)
- Deadline (2000-2001)
- Arrest & Trial (2000)
- Law & Order: Criminal Intent (2001-2011)
- Crime & Punishment (2002-2004)
- Twin Towers (2003)
- Dragnet (2003)
- Law & Order: Trial by Jury (2005)
- Conviction (2006)
- Bury My Heart at Wounded Knee (2007)
- Paris enquêtes criminelles (2007)
- Law & Order: UK (2009-presente)
- Law & Order: LA (2010-2011)
- Chicago Fire (2012 - presente)
- Chicago PD (2014 - presente)
- Chicago Med (2015 - presente)
- FBI (2018 - presente)